# 小女贼的猫腻
《小女贼的猫腻》是钱海燕 (漫画家)的漫画，中国青年出版社出版。画法多数地方简练，如人形物态用笔俭省，落落大方。但在小地方一丝不苟，搞得复杂。偏重于婚姻、感情，2005年12月出版。